# Équipe cycliste Système U
Système U  est une ancienne équipe cycliste française ayant existé de 1986 à 1989.

## Évolution du nom de l'équipe
- 1986-1988 : Système U
- 1989 : Super U-Raleigh-Fiat

## Histoire de l'équipe

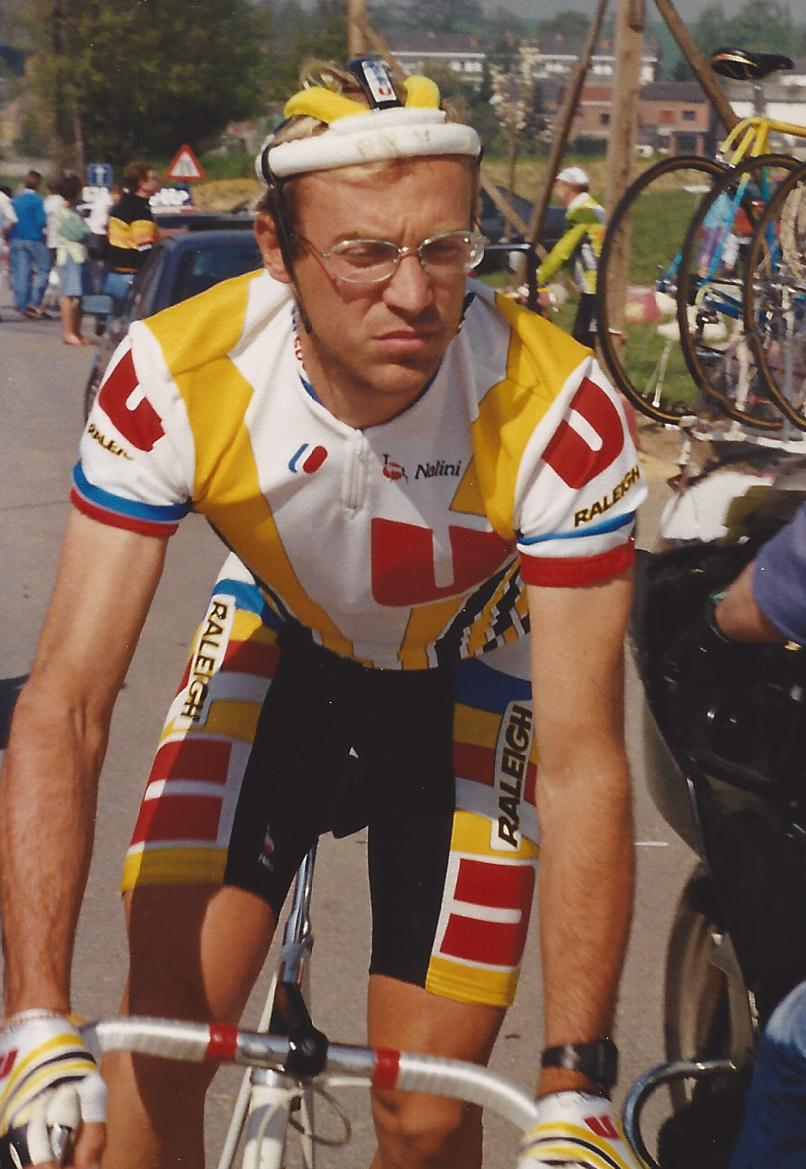
Laurent Fignon en 2012

### Origine
En 1985, la régie Renault annonce mettre un terme à ses engagements dans le sport pour la fin de l'année, signifiant la fin de l'équipe cycliste Renault. Son directeur sportif Cyrille Guimard se met en quête d'un nouveau sponsor et associe Laurent Fignon, double vainqueur du Tour de France, à sa recherche. Fignon propose alors de créer une nouvelle structure qui leur appartiendrait et vendrait à un sponsor un espace publicitaire : le maillot de l'équipe. D'abord sceptique, Guimard finit par accepter cette proposition. Il crée avec Fignon l'association sportive France Compétition et la régie publicitaire Maxi-Sports Promotion, dont ils sont propriétaires à parts égales. Ce type d'organisation, alors inédit, sera repris par d'autres équipes cyclistes durant les années suivantes. La société Système U s'engage avec cette nouvelle structure pour un montant de 45 millions de francs sur trois ans. La création de l'association est due au règlement fédéral qui oblige les structures professionnelles à avoir pour origine une structure amateure. France Compétition est présidée gratuitement par le journaliste Robert Chapatte.

### 1986: victoire sur la Flèche Wallonne
L’équipe française réalise une bonne saison en remportant un total de 24 victoires. Les plus prestigieuses sont les deux victoires d’étape sur le Tour de France avec en prime le port du maillot jaune pour Thierry Marie durant 3 jours. L’équipe française remporte également 4 étapes sur la Tour d’Espagne et détient le maillot amarillo pendant une journée. Pour continuer sur les courses par étapes, on peut noter les victoires au classement général sur le Tour du Limousin et sur Paris-Bourges et les victoires d’étapes sur le Tour de Catalogne, le Critérium du Dauphiné libéré, le Tour du Vauclusele Tour de Midi-Pyrénées, l’Étoile de Bessèges, le Tour de Suède, sur Paris-Bourges et le Tour de la Communauté européenne. Au niveau des courses d’un jour, on peut noter les victoires sur la Flèche wallonne, le Grand Prix Ouest-France, le Grand Prix Eddy Merckx et sur les championnats de France sur route.
Le meilleur coureur de l’équipe est Charly Mottet avec cinq victoires.

### 1987: 4e place sur le Tour de France et podium sur la Vuelta
Lors de la saison 1987, l’équipe remporte 33 victoires. Sur les Grands Tours, la formation française gagne 4 victoires d’étapes (3 sur le Tour de France et 1 sur le Tour d’Espagne), quant au classement général, on note une 3e place du Tour d'Espagne et une 4e place du Tour de France. Sur les courses par étapes, l’équipe remporte le Critérium du Dauphiné libéré, le Tour d'Armorique, le Tour de Luxembourg  le Tour de la Communauté européenne et à nouveau le Tour du Limousin. Quant aux victoires d’étapes, on compte, pour les plus prestigieuses, celles obtenues sur Paris-Nice, les Quatre Jours de Dunkerque, le Criterium du Dauphiné, le Tour du Luxembourg, le Tour de la Communauté européenne, le Tour d'Irlande et le Tour du Limousin. La formation française remporte également les courses suivantes : le Grand Prix de Wallonie, la Polynormande, les championnats de France sur route et le Critérium des As.
Le meilleur coureur de l’équipe est Laurent Fignon avec ses six victoires.

### 1988: victoires sur des monuments
L’équipe Système U gagne 25 courses. Elle n’obtient qu’une victoire d’étape sur un grand tour, la 20e étape du Tour de France. Au niveau des classements généraux, elle s’adjuge la 5e place sur le Tour de France. Sur les courses d’un jour, l’équipe remporte deux monuments, Milan-San Remo et le Tour de Lombardie mais également Paris-Camembert et le Tour du Latium. Système U remporte le Tour du Vaucluse ainsi qu’une étape,  le Tour de la Communauté européenne ainsi qu’une étape et le Circuit cycliste Sarthe. Au niveau des victoires d’étapes, on en compte une sur le Critérium international, sur le Critérium du Dauphiné libéré, sur Paris-Bourges et le Tour d'Irlande. Deux sur la Route du Sud et le Grand Prix du Midi libre.
Le coureur le plus performant de l’équipe est Charly Mottet avec ses huit victoires.

### 1989: victoire sur le Tour d’Italie
Pour la saison 1989, l’équipe s’appelle Super U - Raleigh - Fiat, durant cette saison elle gagne 24 courses. Sur le Tour d'Italie, la formation remporte deux étapes et le classement général de l’épreuve alors que sur le Tour de France, elle remporte trois étapes et termine deuxième de l’épreuve. L’équipe remporte 7 courses d’un jour dont la Polynormande, le Critérium des As, le Trophée Baracchi mais surtout Milan-San Remo pour la deuxième fois en deux ans. Au niveau des courses par étapes, la formation française remporte deux étapes sur Paris-Nice et sur les 4 jours de Dunkerque et une étape sur le Critérium du Dauphiné libéré ainsi que sur le Tour de Belgique et le Tour de la Communauté européenne. Elle gagne également le Tour des Pays-Bas.
Le meilleur coureur de l équipe est Laurent Fignon avec ses dix victoires.

## Principaux coureurs

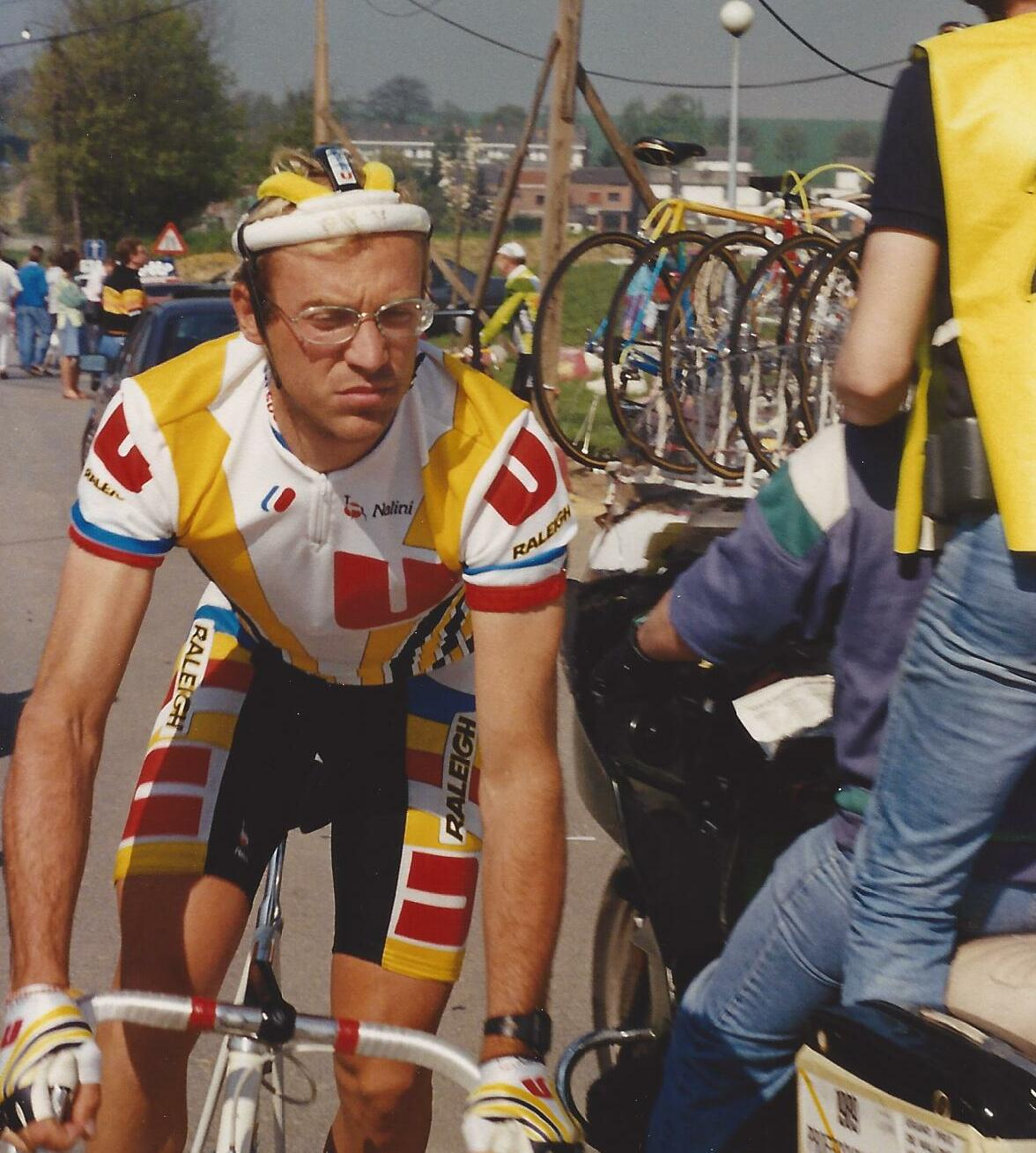
Laurent Fignon

- Vincent Barteau
- Jean-René Bernaudeau
- Alain Bondue
- Éric Boyer
- Jacky Durand
- Laurent Fignon
- Martial Gayant
- Dominique Lecrocq
- Yvon Madiot
- Marc Madiot
- Thierry Marie
- Charly Mottet
- Bjarne Riis
- Gérard Rué
- Claude Séguy

## Principales victoires

### Classiques
- Flèche wallonne
  - 1986 Laurent Fignon
- Grand Prix de Plouay
  - 1986 Martial Gayant
- Milan-San Remo
  - 1988 Laurent Fignon 
  - 1989 Laurent Fignon
- Tour de Lombardie
  - 1988 Charly Mottet

### Grand Tours

#### Tour de France
- 1986
  - 2 étapes : Thierry Marie (prologue)  et CLM par équipes (2e).
- 1987
  - 3 étapes : Christophe Lavainne (6e), Martial Gayant (11e) et Laurent Fignon  (21e).
  - Classement par équipes
- 1988
  - 1 étape : Thierry Marie (20e).
- 1989
  - 3 étapes : CLM par équipes (2e), Vincent Barteau (13e) et Laurent Fignon  (18e).

#### Tour d'Italie
- 1989
  -  Classement général : Laurent Fignon 
  - 9e étape : Bjarne Riis 
  - 20e étape : Laurent Fignon

#### Tour d'Espagne
- 1986
  - 4 étapes : Thierry Marie (prologue) , Charly Mottet (9e et 11e) et  Alain Bondue (16e)
- 1987
  - 1 étape : Laurent Fignon (19e)

### Championnats
- Championnat de France sur route : Yvon Madiot (1986) et Marc Madiot en (1987)
- Championnats de France de cyclo-cross : Martial Gayant (1986) , Yvon Madiot (1987) et Christophe Lavainne (1988)
- Championnat de France de poursuite : Alain Bondue (1986) et Thierry Marie en (1988)

### Autres courses
- Classement général du Critérium du Dauphiné libéré : Charly Mottet  (1987)
  - 4 étapes sur le Critérium du Dauphiné libéré (1 en 1986, 2 en 1987, 1 en 1988)

- 4 étapes sur le Paris-Nice (2 en 1987 et 2 en 1989)
- 2 étapes sur le Tour des Pays-Bas (en 1987 et en 1989)
- Grand Prix des Nations :Charly Mottet (1987 et 1988),Laurent Fignon (1989)

## Effectifs

### 1986
| Effectif 1986             | Effectif 1986     | Effectif 1986 | Effectif 1986                   |
| Cycliste                  | Date de naissance | Pays          | Équipe précédente               |
| ------------------------- | ----------------- | ------------- | ------------------------------- |
| Laurent Biondi            | 19 juillet 1959   | France        |                                 |
| Alain Bondue              | 8 avril 1959      | France        | La Redoute-Cycles MBK (1985)    |
| Éric Boyer                | 2 décembre 1963   | France        | Renault-Elf (1985)              |
| Laurent Fignon            | 12 août 1960      | France        | Renault-Elf (1985)              |
| Dominique Gaigne          | 3 juillet 1961    | France        |                                 |
| Bernard Gavillet          | 6 mars 1960       | Suisse        | Cilo-Aufina-Gemeaz Cusin (1986) |
| Martial Gayant            | 16 novembre 1962  | France        | Renault-Elf (1985)              |
| Rolf Hofeditz             | 31 août 1962      | Allemagne     |                                 |
| Christophe Lavainne       | 22 décembre 1963  | France        |                                 |
| Dominique Lecrocq         | 7 juillet 1963    | France        |                                 |
| Søren Lilholt             | 22 septembre 1965 | Danemark      | AC Boulogne-Billancourt (1985)  |
| Yvon Madiot               | 21 juin 1962      | France        |                                 |
| Jean-Marc Manfrin         | 4 mars 1963       | France        |                                 |
| Thierry Marie             | 25 juin 1963      | France        | Renault-Elf (1985)              |
| Charly Mottet             | 16 décembre 1962  | France        | Renault-Elf (1985)              |
| Pascal Robert             | 22 octobre 1963   | France        |                                 |
| Denis Roux                | 5 novembre 1961   | France        | Renault-Elf (1985)              |
| Jonas Tegström            | 1 janvier 1965    | Suède         |                                 |
|                           |                   |               |                                 |
| Source : Cycling Archives |                   |               |                                 |

note: Laurent Biondi

### 1987
| Effectif 1987                   | Effectif 1987     | Effectif 1987 | Effectif 1987                   |
| Cycliste                        | Date de naissance | Pays          | Équipe précédente               |
| ------------------------------- | ----------------- | ------------- | ------------------------------- |
| Laurent Biondi                  | 19 juillet 1959   | France        |                                 |
| Alain Bondue                    | 8 avril 1959      | France        | La Redoute-Cycles MBK (1985)    |
| Éric Boyer                      | 2 décembre 1963   | France        | Renault-Elf (1985)              |
| Philippe Boyer (1 août–31 déc.) | 30 mars 1956      | France        |                                 |
| Laurent Fignon                  | 12 août 1960      | France        | Renault-Elf (1985)              |
| Bernard Gavillet                | 6 mars 1960       | Suisse        | Cilo-Aufina-Gemeaz Cusin (1986) |
| Martial Gayant                  | 16 novembre 1962  | France        | Renault-Elf (1985)              |
| Éric Guyot                      | 10 mars 1962      | France        |                                 |
| Christophe Lavainne             | 22 décembre 1963  | France        |                                 |
| Søren Lilholt                   | 22 septembre 1965 | Danemark      | AC Boulogne-Billancourt (1985)  |
| Marc Madiot                     | 16 avril 1959     | France        | Renault-Elf (1985)              |
| Yvon Madiot                     | 21 juin 1962      | France        |                                 |
| Jean-Marc Manfrin               | 4 mars 1963       | France        |                                 |
| Thierry Marie                   | 25 juin 1963      | France        | Renault-Elf (1985)              |
| Charly Mottet                   | 16 décembre 1962  | France        | Renault-Elf (1985)              |
| Joël Pelier                     | 23 mars 1962      | France        | Skil-Sem-Kas-Miko (1985)        |
| Pascal Poisson                  | 29 juin 1958      | France        | Renault-Elf (1985)              |
| Gérard Rué                      | 7 mai 1965        | France        |                                 |
| Jonas Tegström                  | 1 janvier 1965    | Suède         |                                 |
|                                 |                   |               |                                 |
| Source : Cycling Archives       |                   |               |                                 |

note: Laurent Biondi

### 1988
| Effectif 1988             | Effectif 1988     | Effectif 1988 | Effectif 1988            |
| Cycliste                  | Date de naissance | Pays          | Équipe précédente        |
| ------------------------- | ----------------- | ------------- | ------------------------ |
| Wayne Bennington          | 26 octobre 1964   | Royaume-Uni   |                          |
| Éric Boyer                | 2 décembre 1963   | France        | Renault-Elf (1985)       |
| Philippe Boyer            | 30 mars 1956      | France        |                          |
| Jacques Decrion           | 18 novembre 1961  | France        | Kas (1987)               |
| Pascal Dubois             | 27 octobre 1962   | France        |                          |
| Laurent Fignon            | 12 août 1960      | France        | Renault-Elf (1985)       |
| Dominique Garde           | 18 mars 1959      | France        | Kas (1986)               |
| Jean-Claude Garde         | 12 septembre 1960 | France        |                          |
| Éric Guyot                | 10 mars 1962      | France        |                          |
| Christophe Lavainne       | 22 décembre 1963  | France        |                          |
| Thierry Marie             | 25 juin 1963      | France        | Renault-Elf (1985)       |
| Laurent Masson            | 2 mars 1964       | France        |                          |
| Charly Mottet             | 16 décembre 1962  | France        | Renault-Elf (1985)       |
| Jean-Louis Peillon        | 20 juillet 1961   | France        |                          |
| Joël Pelier               | 23 mars 1962      | France        | Skil-Sem-Kas-Miko (1985) |
| Gérard Rué                | 7 mai 1965        | France        |                          |
| Pascal Simon              | 27 septembre 1956 | France        | Z-Peugeot (1987)         |
|                           |                   |               |                          |
| Source : Cycling Archives |                   |               |                          |

### 1989
| Effectif 1989                    | Effectif 1989     | Effectif 1989 | Effectif 1989                        |
| Cycliste                         | Date de naissance | Pays          | Équipe précédente                    |
| -------------------------------- | ----------------- | ------------- | ------------------------------------ |
| Vincent Barteau                  | 18 mars 1962      | France        |                                      |
| Wayne Bennington                 | 26 octobre 1964   | Royaume-Uni   |                                      |
| Yves Bonnamour                   | 16 juillet 1961   | France        |                                      |
| Jacques Decrion                  | 18 novembre 1961  | France        | Kas (1987)                           |
| Pascal Dubois                    | 27 octobre 1962   | France        |                                      |
| Jacky Durand                     | 10 février 1967   | France        |                                      |
| Laurent Fignon                   | 12 août 1960      | France        | Renault-Elf (1985)                   |
| Dominique Garde                  | 18 mars 1959      | France        | Kas (1986)                           |
| Jean-Claude Garde                | 12 septembre 1960 | France        |                                      |
| Heinz Imboden                    | 4 janvier 1962    | Suisse        | Panasonic-Isostar-Colnago-Agu (1988) |
| Christophe Lavainne              | 22 décembre 1963  | France        |                                      |
| Yvon Ledanois (1 sept.–31 déc.)  | 5 juillet 1969    | France        |                                      |
| Thierry Marie                    | 25 juin 1963      | France        | Renault-Elf (1985)                   |
| Laurent Masson (1 janv.–28 fév.) | 2 mars 1964       | France        |                                      |
| Frédéric Moncassin               | 26 septembre 1968 | France        |                                      |
| Jean-Louis Peillon               | 20 juillet 1961   | France        |                                      |
| Bjarne Riis                      | 3 avril 1964      | Danemark      | Toshiba-Look (1988)                  |
| Gérard Rué                       | 7 mai 1965        | France        |                                      |
| Éric Salomon                     | 23 mai 1962       | France        |                                      |
| Claude Séguy                     | 14 août 1961      | France        |                                      |
| Pascal Simon                     | 27 septembre 1956 | France        | Z-Peugeot (1987)                     |
| Bruno Wojtinek                   | 6 mars 1963       | France        | Renault-Elf (1985)                   |
|                                  |                   |               |                                      |
| Source : Cycling Archives        |                   |               |                                      |

note: Vincent Barteau